# 埃爾林孔 (聖瑪利亞區)
埃爾林孔（西班牙語：El Rincón），是巴拿馬的城鎮，位於該國中南部，由埃雷拉省的聖瑪利亞區負責管轄，面積40.4平方公里，海拔高度10米，2010年人口1,712，人口密度每平方公里42.4人。